# Half Hour of Power
Half Hour of Power – pierwszy wydany album studyjny zespołu Sum 41. Album został wydany 27 czerwca 2000 przez Big Rig Records.

## Spis utworów
1. Grab the Devil by the Horns and Fuck Him Up the Ass (1:06)
2. Machine Gun (2:29)
3. What I Believe (2:49)
4. T.H.T. (0:43)
5. Makes No Difference (3:10)
6. Summer (2:40)
7. 32 Ways to Die (1:30)
8. Second Chance for Max Headroom (3:51)
9. Dave's Possessed Hair/It's What We're All About (3:47)
10. Ride the Chariot to the Devil (0:55)
11. Another Time Around (6:52) - utwór tak naprawdę ma tylko 3:19, ponieważ jest wydłużony żeby cały album miał równe 30 minut.
12. Makes No Difference (Japanese Bonus Enchanced Video Track)
13. Gone Gone Gonerrhea (Japanese Bonus Enchanced Video Track)

## Single
1. Makes No Difference - 2000